# Plentzia (métro de Bilbao)
Plentzia est une station terminus de la ligne 1 du métro de Bilbao. Elle est située sur la rive gauche de la Ría Butrón à proximité du centre de la ville de Plentzia, dans le Grand Bilbao, province de Biscaye de la communauté autonome du Pays Basque, en Espagne.
La station ouverte en 1995 par le Metro Bilbao SA a pris la suite de la gare ouverte en 1893 par la compagnie Ferrocarril de Bilbao a Las Arenas.

## Situation sur le réseau
Établie en surface, la station Plentzia est le terminus nord de la ligne 1 du métro de Bilbao, elle est située avant la station Urduliz en direction du terminus sud-est Etxebarri. Elle se trouve en zone tarifaire 3.

Plan du métro.

## Histoire

### Gare ferroviaire
La gare terminus de Plencia est mise en service le 15 septembre 1893 par la compagnie Ferrocarril de Bilbao a Las Arenas, lorsqu'elle ouvre à l'exploitation le prolongement, long de 14,223 km de son chemin de fer à voie métrique de Bilbao à Las Arena. En 1899, la compagnie évolue en Ferrocarril de Bilbao a Las Arenas y Plencia et le 28 avril 1919 la ligne est électrifiée jusqu'à son terminus de Plencia.
Le 1er juillet 1947 la ligne devient la propriété de la compagnie Ferrocarriles y Transportes Suburbanos de Bilbao. Plusieurs exploitants vont se succéder et la gare va ainsi continuer à être desservie jusqu'à l'arrêt des circulations pour les travaux de transformation de la ligne en métro et de la gare en station terminus.

### Station du métro
La station de Plentzia est mise en service le 11 novembre 1995, lors de l'ouverture de la première section du métro de Bilbao entre Casco Viejo et Pientzia. L'ancien bâtiment de la gare a été conservé, il est situé juste à côté de la nouvelle station réalisée par l'architecte Norman Foster.
Le 2 avril 2015, la station est fermée en raison d'importants travaux d'infrastructures à la station précédente d'Urduliz et sur la voie, notamment la suppression d'un passage à niveau et son remplacement par un souterrain incluant la création d'une station souterraine à Urduliz. Pendant le temps de la fermeture un service de bus  de remplacement est mis en place. La station fait elle-même l'objet d'une modernisation avant d'être rouverte au trafic le 10 avril 2017.

## Service des voyageurs

### Accueil
L'accès est situé au numéro 2 de la rue de Geltoki près de du bâtiment de l'ancienne gare ferroviaire. 

### Desserte
Plentzia est desservie par les rames de la ligne 1 

Installations et desserte
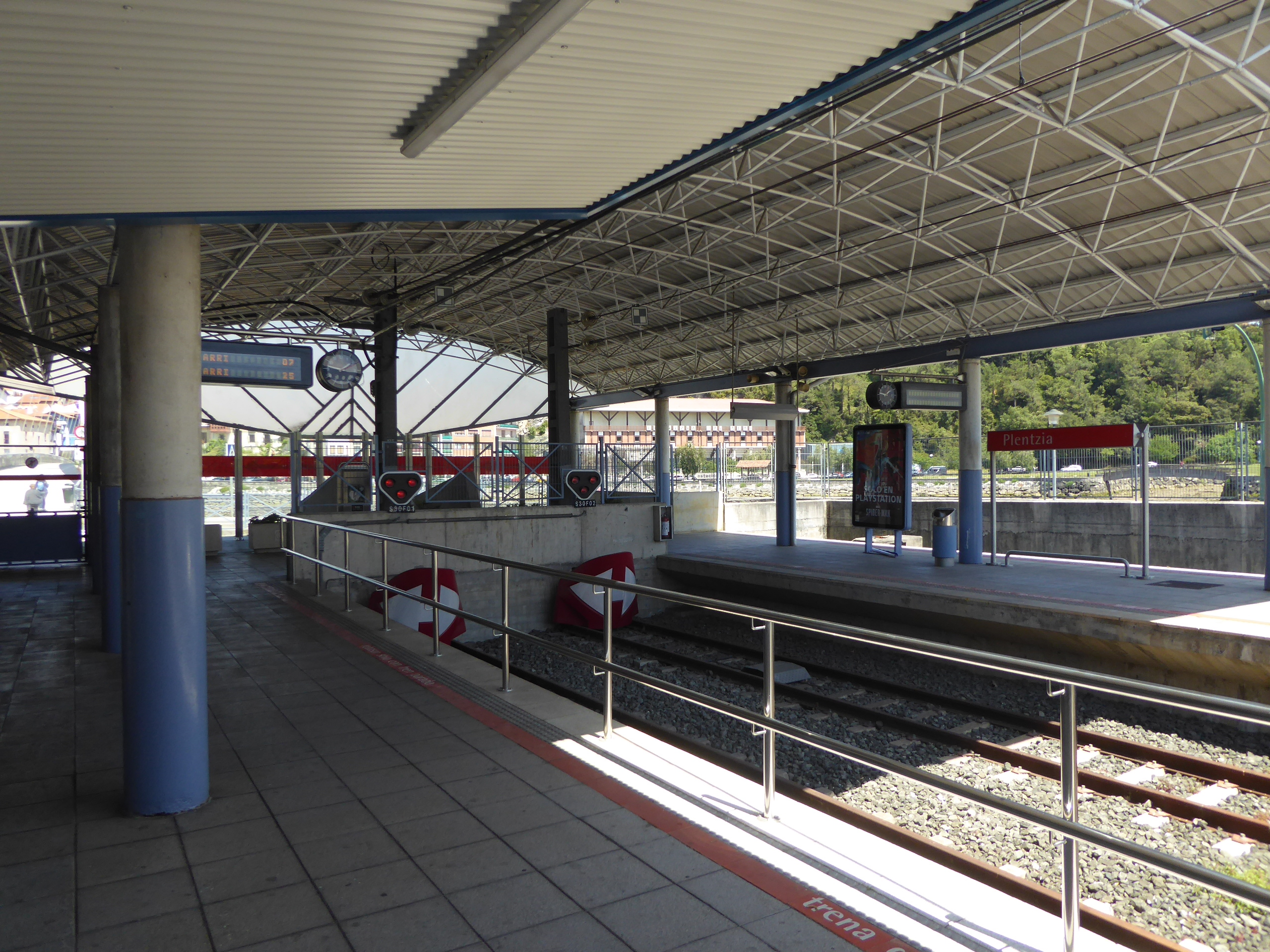
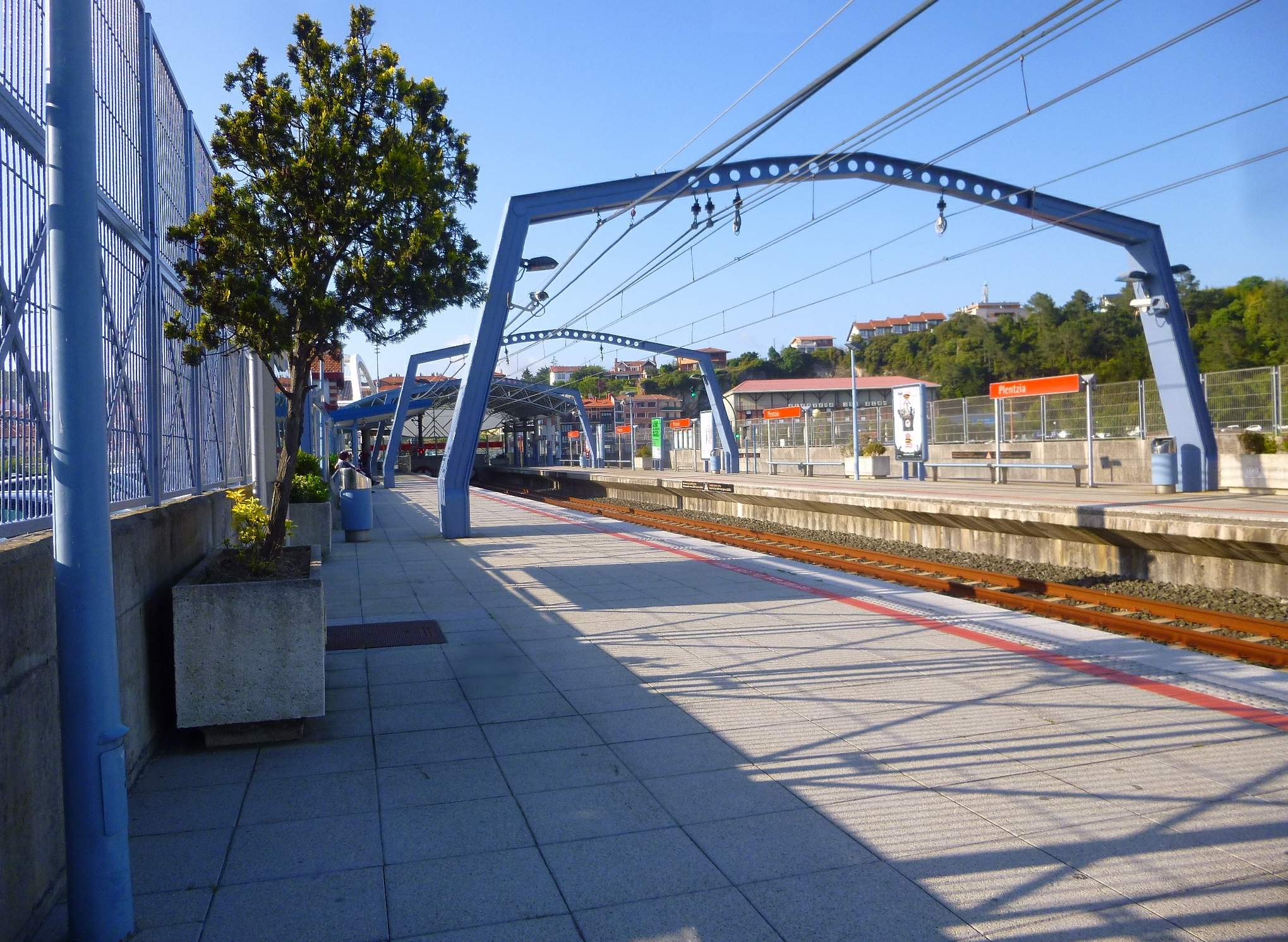
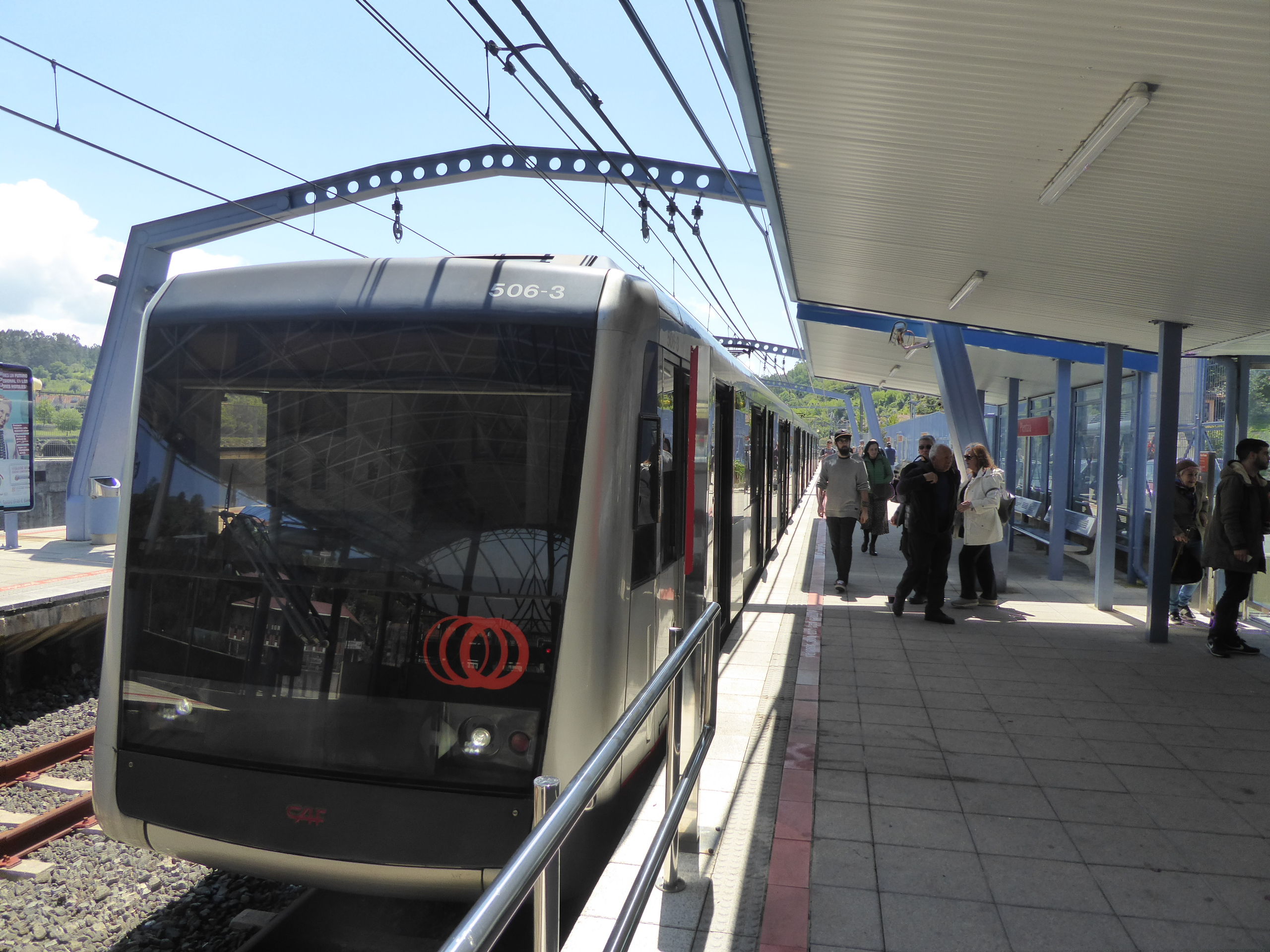

### Intermodalité
Un arrêt d'autobus du réseau Bizkaibus (lignes A3451 et A3499) est situé à côté de l'entrée de la station. 
Une passerelle permet de traverser de la ria pour rejoindre à pied le centre de Plentzia.

## Patrimoine ferroviaire

Ancien bâtiment de la gare
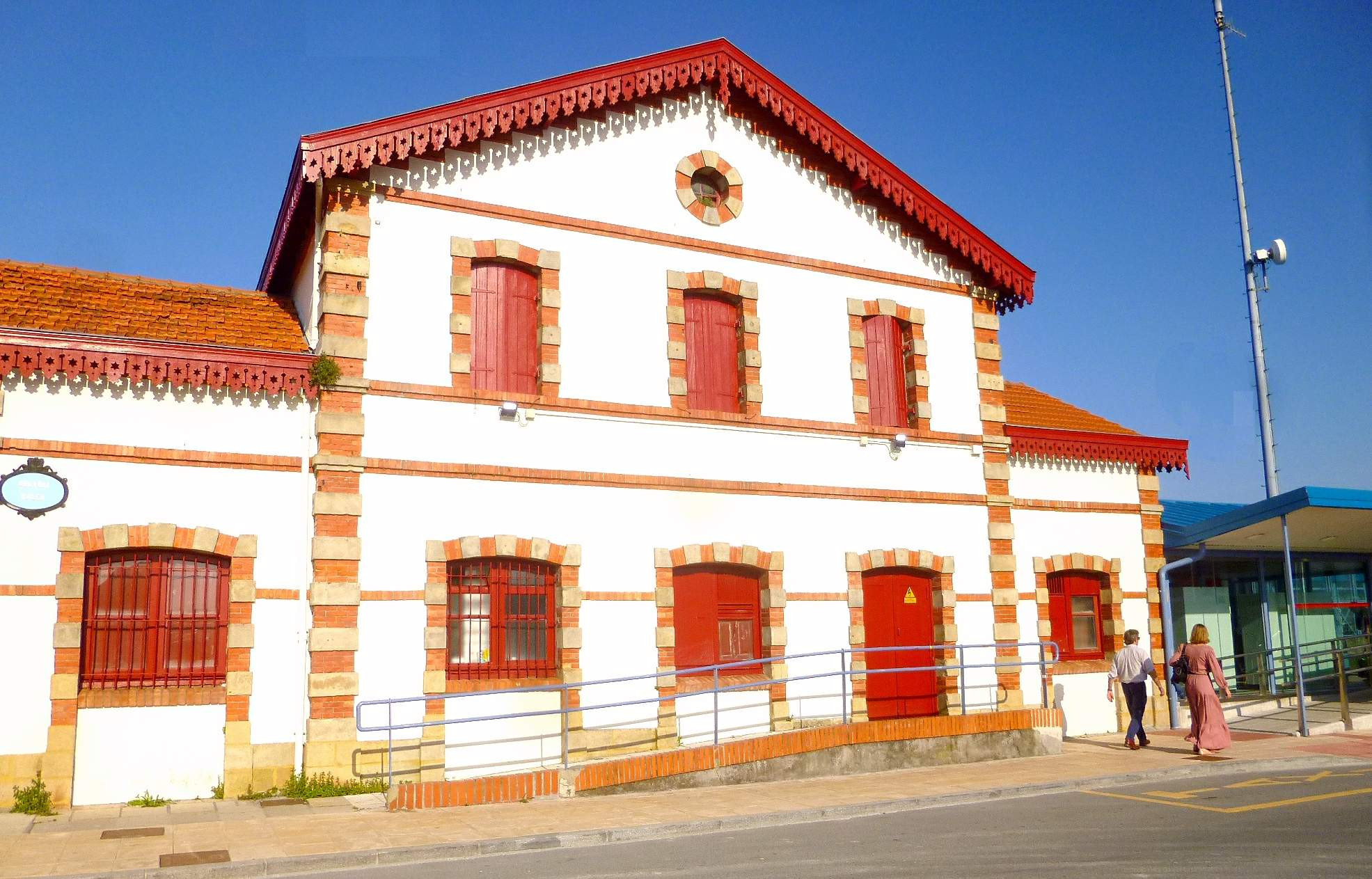
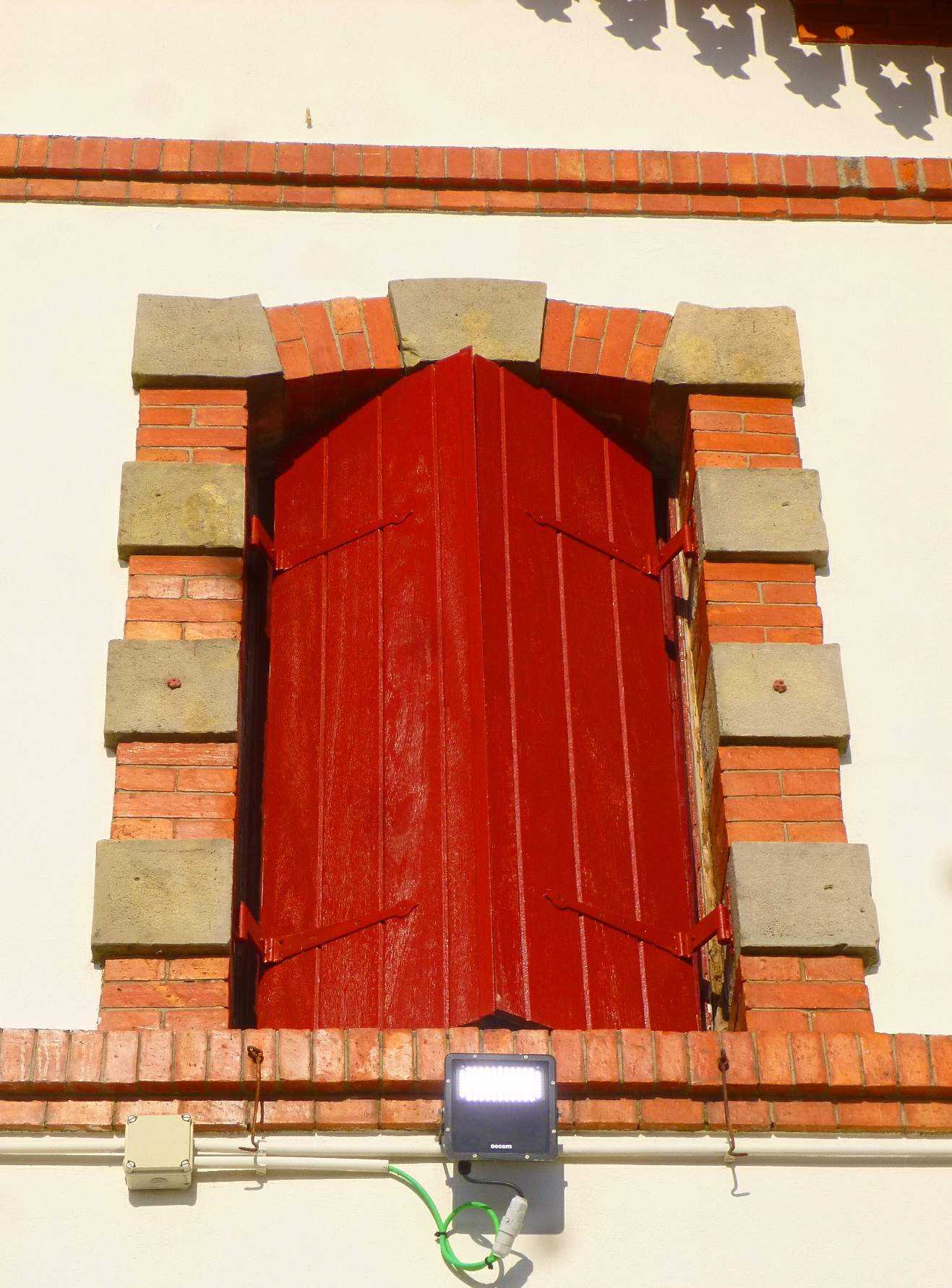
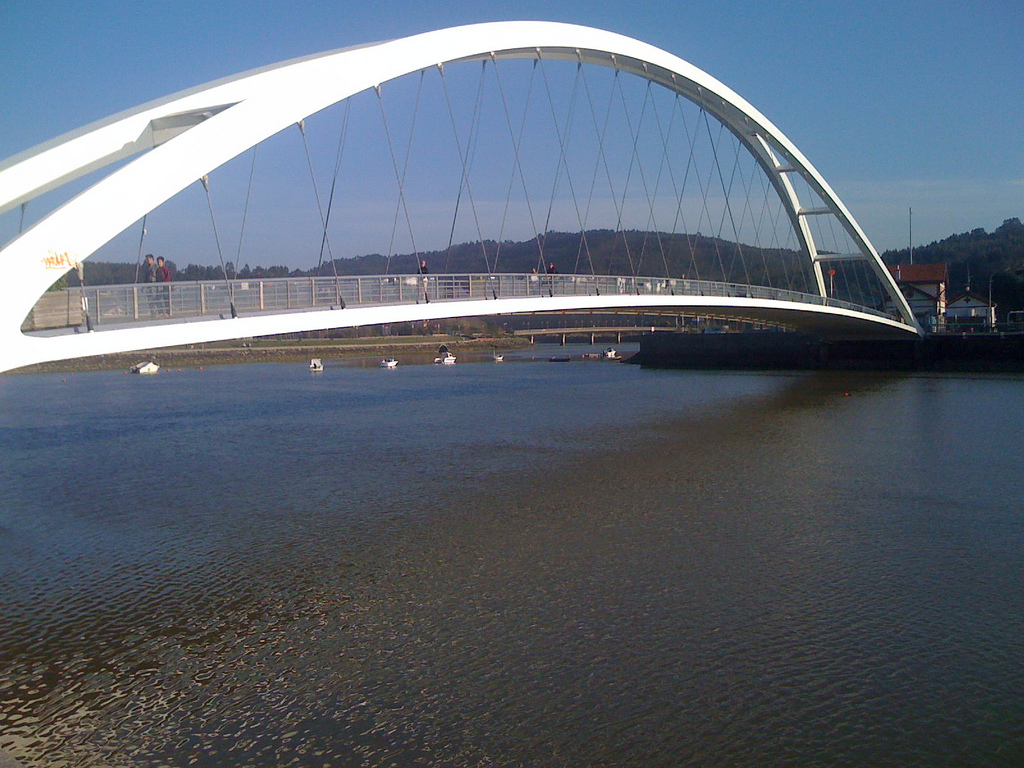
À l'extrémité de la passerelle.